# 路易吉阿梅迪奥峰

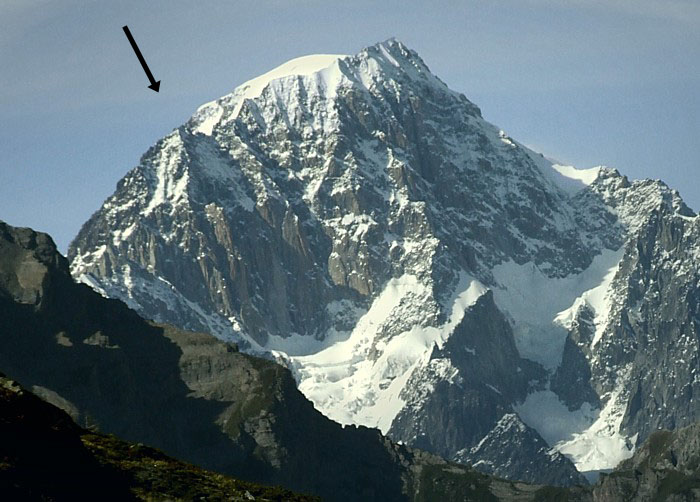

45°49′19″N 06°51′55″E / 45.82194°N 6.86528°E
路易吉阿梅迪奥峰（義大利語：Picco Luigi Amedeo），是意大利的山峰，位於該國西北部，由瓦萊達奧斯塔大區負責管轄，海拔高度4,460米，人類在1901年7月20日首次登上該山峰。